# الحركة الديمقراطية للشعب الكاميروني
الحركة الديمقراطية للشعب الكاميروني (بالفرنسية:  Rassemblement démocratique du Peuple Camerounais, RDPC)‏ هو الحزب السياسي الحاكم في الكاميرون. كانت تعرف سابقا باسم الاتحاد الوطني الكاميرون، الذي سيطر على السياسة الكاميرونية منذ الاستقلال في عام 1960. تغير اسمها عام 1985. الرئيس الوطني للCPDM هو بول بيا، رئيس الكاميرون، في حين أن الأمين العام للجنة المركزية للRDPC هو جان نكويتي.